# الهه بهار
الهه بهار (به زبان انگلیسی: The Goddess of Spring) یک انیمیشن کوتاه محصول دیزنی می‌باشد. این اثر ملودرام به کارگردانی ویلفرد جکسون با مضمون اپرا ساخته شده‌است و در سال ۱۹۳۴ منتشر شد.